# Memorial Stadium (Fort Wayne)
Das Memorial Stadium war ein Baseball-Stadion in der US-amerikanischen Stadt Fort Wayne im Bundesstaat Indiana. Es war die Heimspielstätte des Baseballteams der Fort Wayne Wizards aus der Minor League. Es wurde am 18. April 1993 vor ausverkauften Rängen eingeweiht und lag in der Nähe der Mehrzweckhalle Allen County War Memorial Coliseum. Mit dem Beginn der Saison 2009 zog das Team in das neue Parkview Field im Zentrum von Fort Wayne. Das Memorial Stadium wurde im Sommer 2009 abgerissen.